# Sarah Cracknell
Sarah Cracknell (* 12. April 1967 in Chelmsford, Essex, England) ist eine englische Sängerin und Songwriterin und die Frontsängerin der Indiepop-Gruppe Saint Etienne.

## Karriere

### Die Anfänge
Sarah Cracknell wuchs in Windsor in der Nähe von London auf. Vor ihrer Karriere mit Saint Etienne veröffentlichte sie bereits 1987 eine erste Solo Single Love Is All You need, die jedoch keinen Erfolg hatte. Zusammen mit Mick Bund gründete sie die Band Prime Time und sang auf der Single Fingertips der Dancefloor Formation Lovecut DB, die 1991 veröffentlicht wurde.
Bob Stanley und Pete Wiggs, die gerade die Gruppe Saint Etienne gegründet hatten, wurden auf sie aufmerksam und ließen sie im selben Jahr auf ihrer dritten Single Nothing can stop us now singen. Die Gruppe war ursprünglich mit wechselnden Sängern geplant, die Zusammenarbeit mit Sarah Cracknell funktionierte aber so gut, dass sie seitdem die Sängerin von Saint Etienne ist. Sie prägte mit ihrer Stimme den markanten süßen und gleichzeitig verstörenden Klang der Band.

### Solokarriere
Nach mehreren Alben mit Saint Etienne veröffentlichte Sarah Cracknell 1996 die Solo-Single Anymore, der ein Jahr später das Debütalbum Lipslide folgte. Sie war am Schreiben und Produzieren von allen Titeln des Albums beteiligt. Für das Album arbeitete sie hauptsächlich mit Johnny Male und Guy Batson zusammen. Das Lied Coastal Town war ursprünglich die B-Seite ihrer ersten Single aus dem Jahr 1987. Das Album ist vom Stil Dance-Pop orientiert und erhielt gute Kritiken, es war jedoch kein kommerzieller Erfolg. In den USA wurde das Debütalbum drei Jahre später veröffentlicht, beide Fassungen unterscheiden sich sowohl in Coverartwork als auch der Trackliste deutlich: Fünf Songs der UK-Version wurden durch neue Titel ersetzt, später kamen die ursprünglichen Tracks als EP Kelly's Locker in den US-Handel.
Im Dezember 2014 nahm Sarah Cracknell zusammen mit Carwyn Ellis und Seb Lewsley das neue Solo-Album Red Kite auf, das im Juni 2015 auf Cherry Red Records erschien. Es ist Folk-orientierter mit hauptsächlich akustischer Instrumentierung. Als Single wurde das Duett Nothing left to talk about mit Nicky Wire von den Manic Street Preachers veröffentlicht.

### Andere Projekte
Neben Band und Solokarriere ist Sarah Cracknell in zahlreichen anderen Projekten tätig, u. a. mit Etienne Daho, David Holmes, Paul van Dyk, Marc Almond (I Close My Eyes and Count to Ten, im Original von Dusty Springfield) und mit Mark Brown (The Journey Continues, Juni 2008).

## Privatleben
Sarah Cracknell ist die Tochter von Derek Cracknell, der als erster Regieassistent von Stanley Kubrick gearbeitet hat. Seit 2004 ist sie mit Martin Kelly, dem Direktor von Heavenly Records verheiratet. Sie haben zwei Kinder, Spencer (geboren 2001) und Sam (geboren 2004).

## Diskografie

### Alben
- Lipslide (1997/2000)
- Kelly's Locker (EP) (2000)
- Red Kite (2015)

### Singles
- Love is all you need (1987)
- Anymore (1996)
- Goldie (1997)
- Nothing Left To Talk About (2015)